# Spyware Terminator
A Spyware Terminator antispyware szoftver valós idejű védelemmel. Az első kiadása a szoftvernek 2005. február 9-én volt. A szoftvert a Crawler Group fejleszti.